# Schirnding
Schirnding ist ein Markt im oberfränkischen Landkreis Wunsiedel im Fichtelgebirge und der Sitz der Verwaltungsgemeinschaft Schirnding.

## Geografie
Der Ort liegt am Nordrand des Kohlwaldes im Fichtelgebirge, nahe der Grenze zur Tschechischen Republik. Durch Schirnding fließt die Röslau, ein Zufluss der Eger.

## Gemeindegliederung
Schirnding hat acht Gemeindeteile (in Klammern ist der Siedlungstyp angegeben):
- Dietersgrün (Weiler)
- Fischern (Weiler)
- Ottenlohe (Einöde)
- Raithenbach (Dorf)
- Schirnding (Hauptort)
- Seedorf (Weiler)
- Weidighaus (Einöde), auch Bienhaus genannt, ehemalige Bienenzucht zur Honiggewinnung für die Burg Hohenberg
- Ziegelhütte (Einöde)

## Geschichte

### Bis zur Gemeindegründung
Der Ort Schirnding wurde erstmals am 8. Oktober 1377 zusammen mit der Familie von Schirnding urkundlich erwähnt. Das ehemalige Amt des hohenzollerschen und 1791 preußisch gewordenen Fürstentums Bayreuth fiel mit diesem im Frieden von Tilsit 1807 an Frankreich und kam 1810 zum Königreich Bayern. Im Jahr 1818 entstand die politische Gemeinde.
Ein bedeutender Brennpunkt der örtlichen Geschichte war der sogenannte Schirndinger Pass als natürliche West-Ost-Verbindung ein Durchgang für zahlreiche Heeres- und Handelsstraßen. Er war einer der Grenzübergange für den Straßenverkehr zwischen der Bundesrepublik Deutschland und der Tschechoslowakei, von denen es bis in die 1970er Jahre nur fünf gab.

### Markt

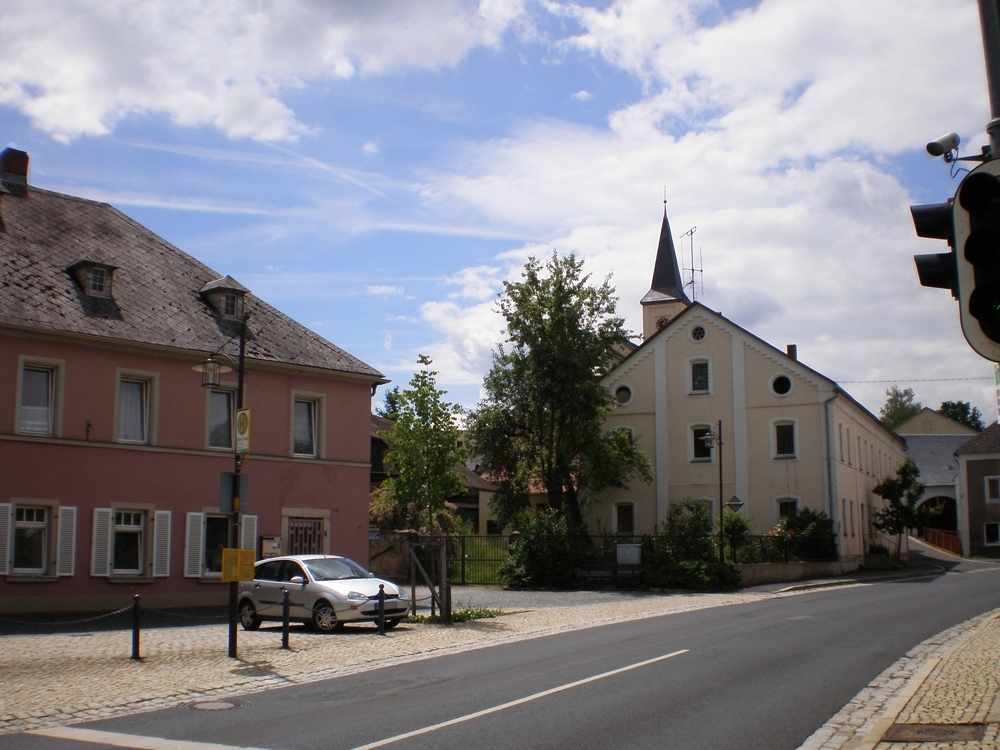
Marktplatz von Schirnding

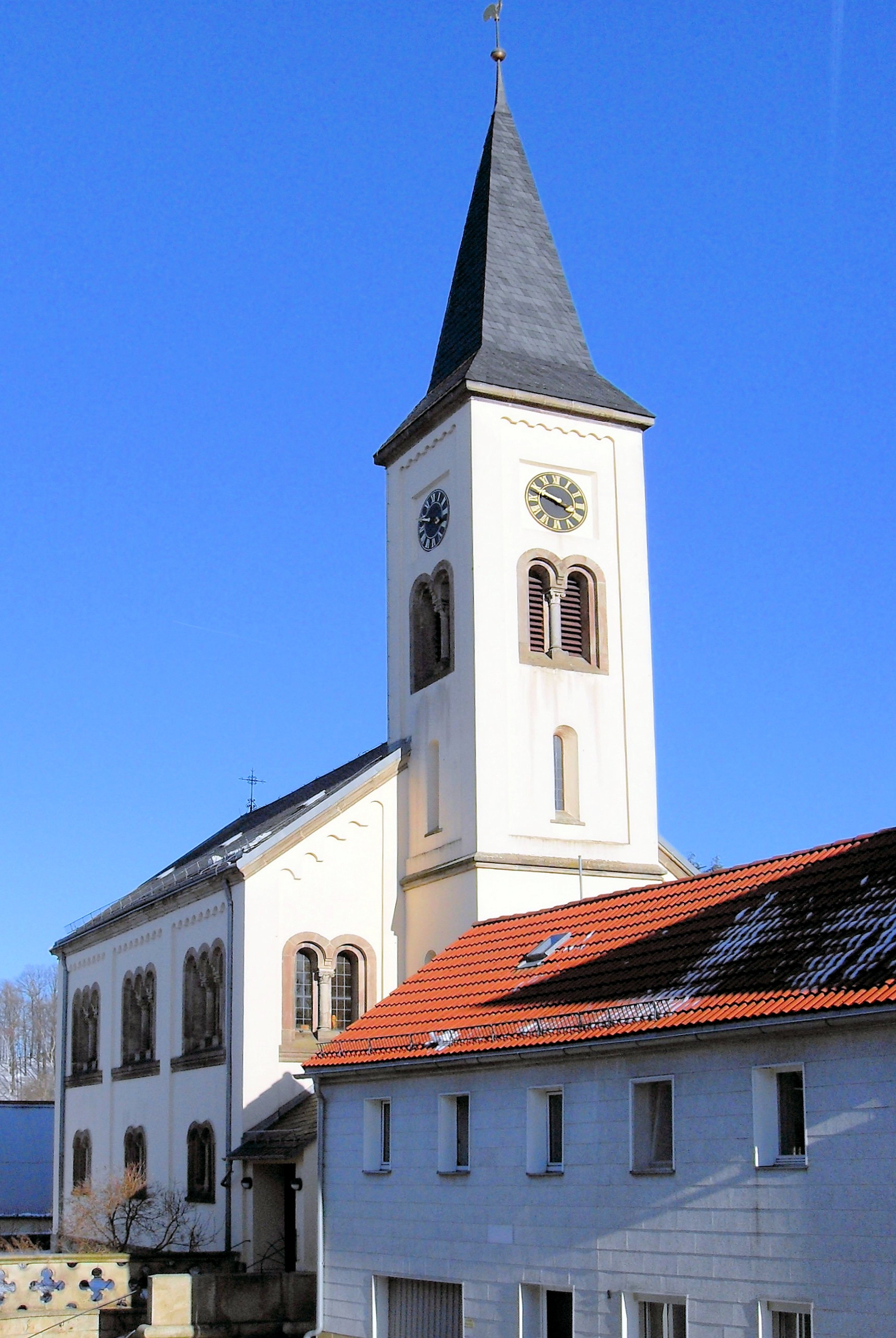
Evangelisch-lutherische Kirche Ad Salvatorem

Am 29. Juli 1977 erhielt die Gemeinde den Titel Markt.

### Eingemeindungen
Am 1. April 1977 wurden im Zuge der Gemeindegebietsreform die Gemeindeteile Dietersgrün, Fischern, Ottenlohe, Raithenbach, Weidighaus der aufgelösten Gemeinde Kothigenbibersbach mit damals etwa 100 Einwohnern eingegliedert. Am 1. Januar 1978 kam der Hauptort Fischern der gleichnamigen aufgelösten Gemeinde mit damals etwa 50 Einwohnern hinzu. Zum 1. Januar 1995 folgten Teile des aufgelösten gemeindefreien Gebietes Arzberger Forst.

### Einwohnerentwicklung
Zwischen 1988 und 2018 sank die Einwohnerzahl von 1805 auf 1187 um 618 Einwohner bzw. um 34,2 % – zweithöchster prozentualer Einwohnerverlust in Bayern im genannten Zeitraum.
Ort Schirnding
| Jahr      | 1875 | 1904 | 1950 | 1961 | 1970 | 1987 |
| Einwohner | 471  | 670  | 2095 | 2493 | 2253 | 1671 |

Gemeinde in den heutigen Grenzen
| Jahr      | 1961 | 1970 | 1987 | 1991 | 1995 | 2005 | 2010 | 2015 | 2016 | 2017 | 2018 |
| Einwohner | 2678 | 2439 | 1802 | 1804 | 1736 | 1295 | 1192 | 1192 | 1207 | 1184 | 1187 |

## Politik

### Marktgemeinderat
Der Marktgemeinderat von Schirnding hat zwölf Mitglieder. Davon gehören sieben der CSU und fünf der SPD an (Stand nach der Kommunalwahl 2020).

### Bürgermeister
Seit 2014 ist Karin Fleischer (CSU) Erste Bürgermeisterin. Bei der Kommunalwahl 2020 wurde diese im Amt bestätigt.

### Wappen
| | Blasonierung: „In Gold übereinander drei waagrechte gestümmelte schwarze Äste.“ |
| Das Wappen wurde am 19. Februar 1953 durch Bescheid des Bayerischen Staatsministeriums des Innern genehmigt. Der Ortsteil Fischern verfügt seit 1962 über ein eigenes Wappen. |                                                                                 |

## Kultur und Sehenswürdigkeiten
Im Grenzmuseum Schirnding wird die Geschichte der Grenze zwischen Bayern und Tschechien gezeigt.
In der Nähe der Gemeinde liegt der historische Buchbrunnen.

## Wirtschaft und Infrastruktur

### Verkehr
Schirnding ist Grenzbahnhof an der Bahnstrecke Nürnberg–Cheb. Hier verkehren Nahverkehrszüge der Oberpfalzbahn von Marktredwitz und  Regionalexpresszüge der Deutschen Bahn von Nürnberg, jeweils nach Cheb. An der Bundesstraße 303/Europastraße 48 liegt der Grenzübergang Schirnding–Pomezí nad Ohří zur Tschechischen Republik. Die B 303 verläuft nördlich von Schirnding.

### Porzellanwerk
Mit der Gründung der „Aeckerischen Porcellain- und Steingutfabrik“ durch Christian Paul Aecker 1838 wurde Schirnding Standort der Porzellanindustrie. 1901 eröffnete der aus dem 4,5 Kilometer entfernten Arzberg stammende Lorenz Reichel eine Porzellanmalerei und kurz darauf eine Manufaktur für Weißware, aus der 1909 die Porzellanfabrik Schirnding AG hervorging. 1993 fusionierten Schirnding AG, Porzellanfabrik Johann Kronester und Porzellanfabrik Johann Seltmann Vohenstrauß zur SKV-Porzellan-Union GmbH. In deren Folge wurden Weißbetrieb und Teile des Buntbetriebes 1997 auf den Standort Schirnding beschränkt. Im Jahr 2000 wurde Arzberg-Porzellan übernommen und bis zur Insolvenz im Jahr 2013 produziert.

## Sonstiges
Das Landratsamt Wunsiedel (Bayern) hat am 19. März 2020 Ausgangsbeschränkungen für den Gemeindeteil Neuhaus in Hohenberg an der Eger sowie für den Gemeindeteil Fischern von Markt Schirnding, ausgesprochen. Dies war die zweite Ausgangsbeschränkung in Bayern zur Eindämmung der COVID-19-Pandemie.

## Persönlichkeiten
- Christian Paul Aecker (* um 1786; † nach 1837), Unternehmer in der Porzellanbranche, gründete die Aeckerische Porcellain- und Steingutfabrik in Schirnding
- Lorenz Reichel (* 19. Jahrhundert; † 1915 ?), Unternehmer in der Porzellanbranche, gründete die  Porzellanfabrik Schirnding AG
- Reinhard Schulz (* 1950 in Schirnding; † 2009 in Ebersberg), Musikwissenschaftler und Musikkritiker